# Нумерій Фабій Піктор
Нуме́рій Фа́бій Пі́ктор (лат. Numerius Fabius Pictor; близько 308 до н.е. — після 266 до н.е.) — політичний та військовий діяч Римської республіки, консул 266 року до н. е.

## Життєпис
Походив з патриціанського роду Фабіїв. Син Гая Фабія Піктора, відомого маляра. Про молоді роки мало відомостей. У 273 році до н. е. взяв участь у делегації від сенату до Птолемея II Лагіда, царя Єгипту стосовно укладання союзу між двома державами.
У 266 році до н. е. його обрали консулом (разом з Децимом Юнієм Пера). Спочатку консули рушили проти сарсинатів, які мешкали у північній Умбрії. Здобувши швидку перемогу римляни підкорили цю область. За це Нумерій Фабій Піктор отримав тріумф. Того ж року римська армія почала війну проти союзників союзників Таренту — салентинів та мессапів в Апулії. Розбивши їх, консули остаточно завершили підкорення південної Італії. За цю звитягу Нумерій разом із колегою також отримав тріумф. Про подальшу долю Нумерія Фабія Піктора немає відомостей.